# Geichlingen

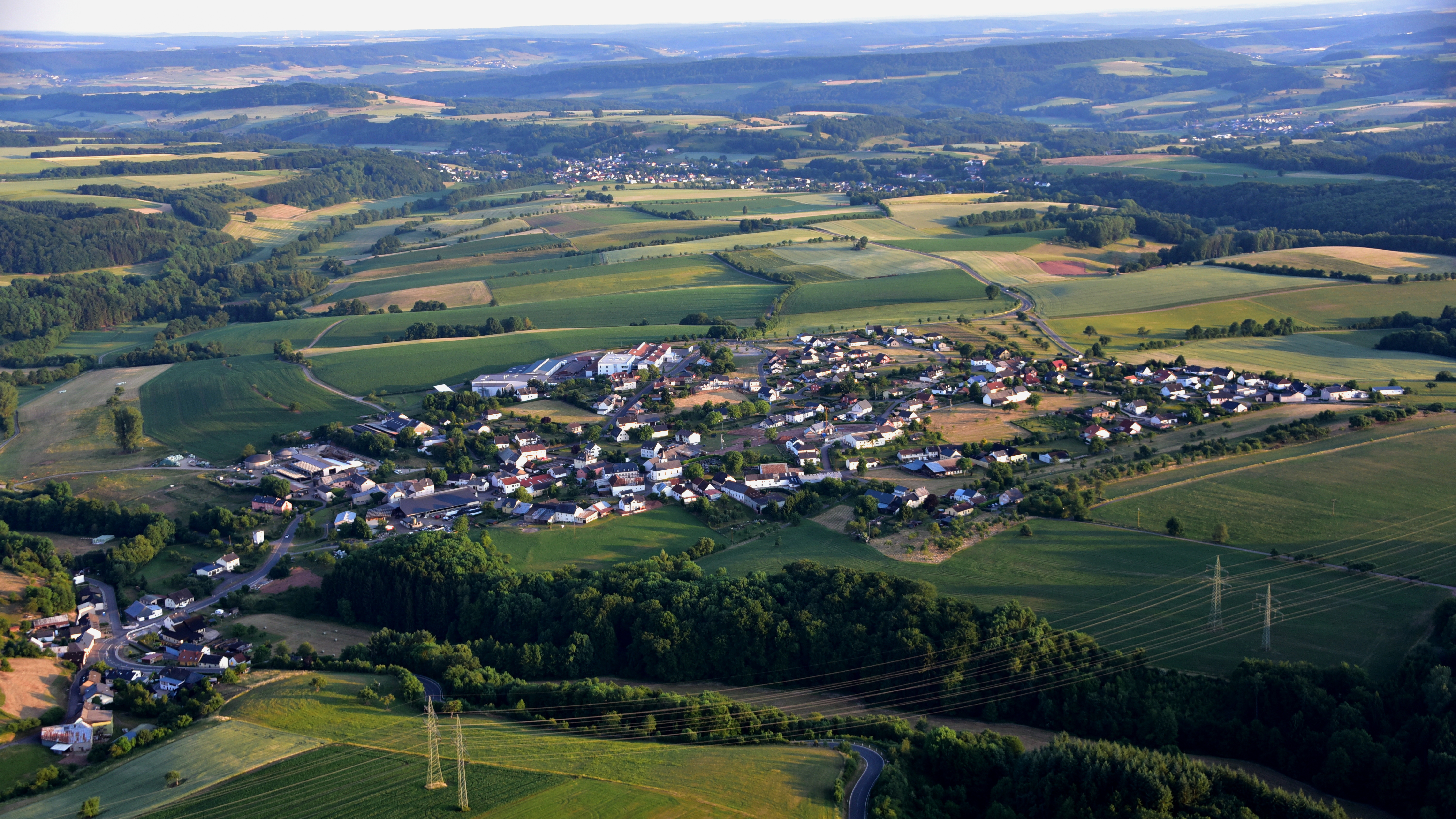
Geichlingen, Luftaufnahme (2017)

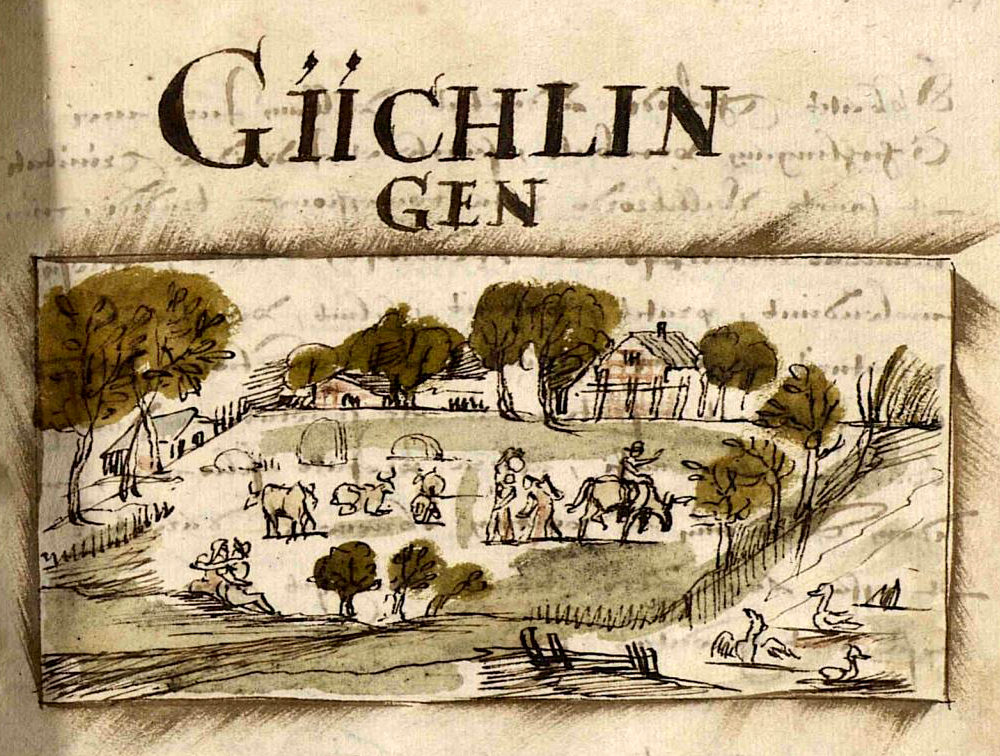
Giichlingen (Geichlingen) von Jean Bertels, 1597

Geichlingen ist eine Ortsgemeinde im Eifelkreis Bitburg-Prüm in Rheinland-Pfalz. Sie gehört der Verbandsgemeinde Südeifel an.

## Geographie

### Lage
Geichlingen liegt 35 Kilometer nordwestlich von Trier, wenige Kilometer von der Grenze zu Luxemburg und dem luxemburgischen Grenzort Vianden entfernt.
Landschaftlich liegt Geichlingen am Westrand der Südeifel, außerdem am Rand des Gutlandes, das hier an den Islek im Norden und – wie auch die Südeifel – den Ösling im Westen grenzt. Die Ortschaft liegt ferner im Naturpark Südeifel, dem deutschen Teil des Deutsch-Luxemburgischen Naturparks.

### Geichlinger Bach, Ortsgliederung, Ortsentwicklung
Der Geichlinger Bach, früher auch Lützergaybach oder Litzergay genannt, durchfließt das schon die Landschaft des Isleks kennzeichnende enge Waldtal nördlich von Geichlingen, offiziell Berscheiderbachtal genannt, an dessen Ausgang dann den nordöstlichen, am tiefsten gelegenen Ortsteil, von den Einheimischen mundartlich Op da Baach [ɒp da baːχ] (Auf der/dem Bach) genannt, und mündet 3 km weiter südlich bei der Ortschaft Körperich in den Gaybach.

## Geschichte

### Ursprung des Ortes
Die erste urkundliche Erwähnung des Ortes stammt aus dem Jahr 1096, als ein Gerhard von Vianden in die Abtei Echternach eintrat und dieser seinen „Hof Geichlingen mit allem Zubehör an Hörigen, Höfen, Kirchen, Mühlen, Ländereien, Jagd- und Fischereirechten“ schenkte. Die Erwähnung des Ortes in einer nur als Nachzeichnung des 12. Jahrhunderts erhaltenen Papsturkunde für die Abtei Echternach aus dem Jahr 1069 geht vermutlich auf eine spätere Ergänzung zurück.
1096 also bereits existierend, könnte Geichlingen dem Ortsnamen nach zu den -ingen-Orten der fränkischen Landnahmezeit gehören. Da aber fränkische Gräber fehlen, dürfte der Ort eine Ausbausiedlung der Karolingerzeit sein, für die ein benachbarten -ingen-Orten analoger Ortsname gewählt wurde.

### Bis zur französischen Besetzung 1794
Geichlingen war unter luxemburgischer Landeshoheit Hauptort einer gleichnamigen Meierei in der Grafschaft Vianden. Zu dem Verwaltungs- und Gerichtsbezirk der Meierei Geichlingen gehörten neben Geichlingen auch die benachbarten Ortschaften Gentingen, Hommerdingen, Körperich, Roth und Seimerich sowie die heute in Luxemburg liegenden Orte Bettel, Fouhren und Longsdorf.
Im Jahr 1794 hatten französische Revolutionstruppen die Österreichischen Niederlande, zu denen das Herzogtum Luxemburg gehörte, besetzt und im Oktober 1795 annektiert. Von 1795 bis 1814 gehörte der Ort zum Kanton Vianden im Wälderdepartement. Geichlingen war Sitz einer Mairie.

### Gebietszugehörigkeit und Verwaltungsgliederung seit 1815
Im Jahr 1815 wurde das ehemals luxemburgische Gebiet östlich der Sauer und der Our auf dem Wiener Kongress dem Königreich Preußen zugeordnet. Damit kam der Ort Geichlingen 1816 zum Kreis Bitburg im Regierungsbezirk Trier in der Provinz Großherzogtum Niederrhein, die 1822 in der preußischen Rheinprovinz aufging.
Geichlingen war von 1816 bis 1861 Sitz einer Bürgermeisterei, der nur die Gemeinde Geichlingen angehörte, gehörte von 1862 bis 1922 zur Bürgermeisterei Neuerburg-Land, von 1923 bis 1972 zur Bürgermeisterei Körperich (1927 umbenannt in Amt) und gehörte seit 1973 der neu gebildeten Verbandsgemeinde Neuerburg an, die 2014 mit der Verbandsgemeinde Irrel zur Verbandsgemeinde Südeifel zusammengelegt wurde.
Seit 1946 gehört die Ortschaft zum damals neu gebildeten Land Rheinland-Pfalz, seit 1970 zum neu gebildeten Landkreis Bitburg-Prüm, 2007 umbenannt in „Eifelkreis Bitburg-Prüm“.
Die Pfarrei St. Laurentius Geichlingen gehört zu einer Pfarreiengemeinschaft mit den weiteren Pfarreien Körperich (Dienstsitz des Pfarrers), Kruchten und Nusbaum im Dekanat St. Willibrord Westeifel im Bistum Trier.
Bevölkerungsentwicklung
Die Entwicklung der Einwohnerzahl der Gemeinde Geichlingen, die Werte von 1871 bis 1987 beruhen auf Volkszählungen:
| Jahr | Einwohner |
| ---- | --------- |
| 1815 | 253       |
| 1835 | 334       |
| 1871 | 366       |
| 1905 | 391       |
| 1939 | 413       |
| 1950 | 368       |
| 1961 | 338       |

| Jahr | Einwohner |
| ---- | --------- |
| 1970 | 341       |
| 1987 | 323       |
| 1997 | 357       |
| 2005 | 380       |
| 2011 | 397       |
| 2017 | 420       |
| 2022 | 460       |

## Politik

### Gemeinderat
Der Gemeinderat in Geichlingen besteht aus acht Ratsmitgliedern, die bei der Kommunalwahl am 9. Juni 2024 in einer Mehrheitswahl gewählt wurden, und dem ehrenamtlichen Ortsbürgermeister als Vorsitzendem.

### Bürgermeister
Erwin Kaufmann ist Ortsbürgermeister von Geichlingen. Bei der Direktwahl am 26. Mai 2019 wurde er mit einem Stimmenanteil von 77,87 % und am 9. Juni 2024 als einziger Bewerber mit 75,5 % für jeweils weitere fünf Jahre in seinem Amt bestätigt.

### Wappen
| Wappen von Geichlingen | Blasonierung: „Durch blaue Leiste geteilt und oben gespalten, vorn rot-weiß-rot waagerecht gestreift, hinten in weiß ein rotes Glevenkreuz, unten in weiß ein schwarzer Rost.“ |
| Wappen von Geichlingen | Wappenbegründung: Geichlingen gehörte als Schenkung zur Abtei Echternach, die das Glevenkreuz im Wappen führte. Geichlingen kommt im Zuge der Neuordnungen später zur Grafschaft Vianden. Dies wird symbolisiert durch rot-silberrot. Der blaue Balken, symbolisiert die drei Bäche Geichlinger Bach, Geckler Bach und Gaybach, die im Dorfbann von Bedeutung sind und die Fluren signifikant mitgestalten. Die untere Schildhälfte zeigt die Attribute des hl. Laurentius, seit 1570 Patron der Kirche in Geichlingen. |

## Kultur und Sehenswürdigkeiten

### Bauwerke

#### Dorfkirche
Die Pfarrkirche St. Laurentius ist eine Saalkirche und besteht aus dem im Kern von 1757 stammenden und 1822 nach Osten erweiterten Saal, einem an dessen südlicher Längsseite angebauten Turm, dessen Erdgeschoss wahrscheinlich bis ins Mittelalter zurückreicht, sowie einer modernen Sakristei mit Flachdach.
Außen ist der Bau stilistisch uneinheitlich gestaltet, mit an der Westseite liegendem barocken Portal und Rundbogenfenstern aus dem 18. Jahrhundert, einem vom Vorgängerbau übernommenen Dreischneuß im Giebel über dem Portal und beim Umbau 1822 hinzugefügtem umlaufenden Fensterbankgesims. Der ungegliederte Turm mit achtseitigem Spitzhelm erhielt sein heutiges Aussehen im 18. oder 19. Jahrhundert.
Der Innenraum hat vier Joche mit Kreuzgewölben. Der Chor im östlichen Joch ist um eine Stufe erhöht und sonst nicht abgesetzt. Ein Hochaltar mit Tabernakel und beidseitigen hölzernen Trennwänden, ein Seitenaltar sowie eine Kanzel im Rokokostil stammen aus der Erbauungszeit und erhielten ihre heutige Bemalung bei einer Innenraumsanierung in den 1970er Jahren. Ein Rundbogendurchgang führt ins Erdgeschoss des Turms, wo sich der Beichtstuhl befindet. Auf der Westseite gibt es eine hölzerne Empore, die von zwei gusseisernen Säulen gestützt wird. Das Gestühl stammt aus dem 19. Jahrhundert. 2008 erhielt die Kirche ein vorläufig im Chorraum aufgestelltes Orgelpositiv.

#### Weitere Gebäude
Das ehemalige Pfarrhaus stammt im Kern aus dem späten 18. Jahrhundert und wurde 1830 umgebaut. Aus dieser Zeit stammen die heutige Türeinfassung mit Namensnennung des damaligen Pfarrers Pütz und die Rechteckfenster. Das heute wahrscheinlich älteste Haus im Dorf wurde um 1980 zuletzt umfassend saniert.
Aus der Zeit ab Anfang des 19. Jahrhunderts existieren noch einige teilweise gut erhaltene regionaltypische Bauernhäuser bzw. Bauernhöfe, die als Kulturdenkmal unter Denkmalschutz stehen.
Die um 1920/30 errichtete ehemalige Dorfschule mit Lehrerwohnung ist ein zweigeschossiger Walmdachbau mit von der Reformarchitektur beeinflusster Fassadengestaltung. Mit dem alten Schulsaal im Erdgeschoss ist sie heute Dorfgemeinschaftshaus.
Siehe auch: Liste der Kulturdenkmäler in Geichlingen

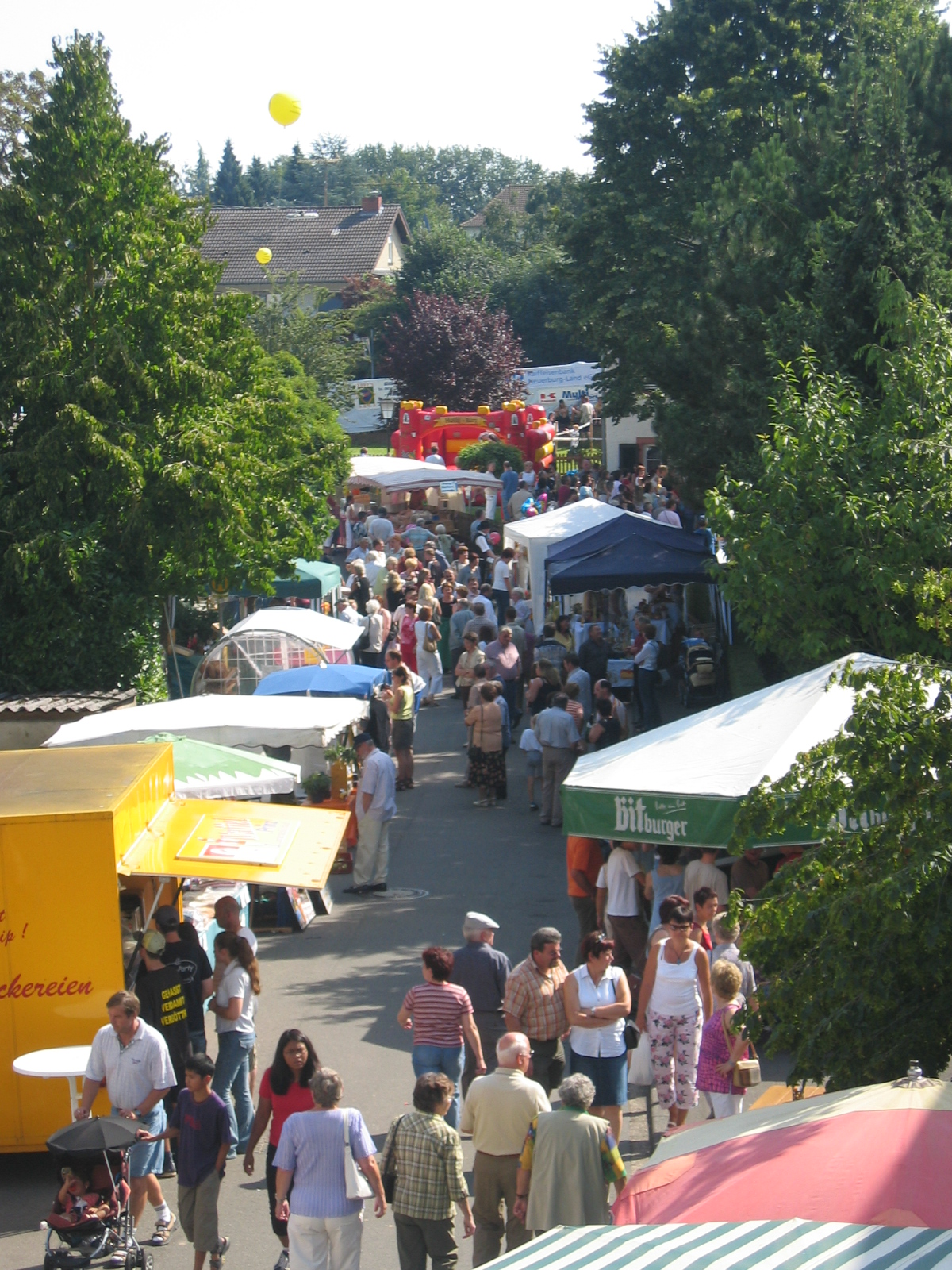
Quetschenfest 2004

### Veranstaltungen und Bräuche
Größtes unter den wiederkehrenden Dorf- und Vereinsfesten ist das immer am ersten Wochenende im September seit 1991 stattfindende Quetschenfest nebst Markt, Unterhaltungsprogramm und Tanzmusik. Der Name bezieht sich auf den dort verkauften Zwetschgenkuchen aus Hefeteig, der in der Region mundartlich Kuäätschentoat [kuˈɛːtʃən.ˈtoat] oder -taart [taːʁt] genannt wird.
Bräuche im Ort sind allgemeine katholischen Bräuche, das Ziehen der Möhnen von Haus zu Haus an Weiberfastnacht, das Hütten- oder Burgbrennen am Sonntag nach Aschermittwoch, die „Eierlage“ am Ostersonntag und das Aufstellen des Maibaums durch die Dorfjugend.

### Dialekt
Der meist Platt genannte lokale Dialekt, die Eifler Mundart, ein moselfränkischer Dialekt, ist wie in der ganzen Region noch bis in die jüngere Generation hinein verbreitet.

## Wirtschaft und Infrastruktur

### Wirtschaft, Nachbarschaft zu Luxemburg
Bis in die zweite Hälfte des 20. Jahrhunderts war die Landwirtschaft Haupterwerbsquelle im Ort. Heute ist der größte Betrieb im Ort ein großes Möbelhaus mit Schreinerei, mit vielen Beschäftigten auch aus der umliegenden Region.
Ein Großteil der Erwerbstätigen arbeitet in der Region, viele davon als Grenzgänger in Luxemburg. Das kleine Nachbarland ist außerdem wie in der ganzen Grenzregion auch für ortsansässige Betriebe ein wichtiger Absatzmarkt.
Seit einigen Jahren siedeln sich infolge stark gestiegener Grundstückspreise in Luxemburg vermehrt luxemburgische Staatsbürger in grenznah und verkehrsgünstig gelegenen deutschen Ortschaften – so auch in Geichlingen – an.

### Infrastruktur
Nahe Anlaufpunkte für die Grundversorgung sind ansonsten das 12 km oder 15 Autominuten entfernte Neuerburg.
Das nächstgelegene Mittelzentrum Bitburg und die Bundesautobahn 60 erreicht man über die durch den Ort verlaufende Bundesstraße 50 in 24 km oder 25 Autominuten, in weiteren 5 km von Bitburg aus den Bahnhof Bitburg-Erdorf mit Anschluss an die Bahnlinien Eifel-Mosel-Express/Eifelbahn, das nächstgelegene Oberzentrum Trier in etwa 50 km oder 45 Autominuten, die Stadt Luxemburg und den internationalen Flughafen Luxemburg-Findel ebenfalls in etwa 50 km.
Die Bundesstraße 50 sowie die Kreisstraßen 6 und 53 verbinden Geichlingen mit den Nachbardörfern Berscheid (5 km), Nasingen (4 km), Niedergeckler (4 km), Lahr (3 km) und Obersgegen (3 km).
Es bestehen hauptsächlich auf die Schülerbeförderung ausgerichtete, werktägliche Busverbindungen im Verkehrsverbund Region Trier (VRT) unter anderem bis Neuerburg und Bitburg.